# Simone Paredi
Simone Carlo Paredi (ur. 19 września 1982) – włoski biegacz narciarski, zawodnik klubu C.S. Esercito.

## Kariera
Największe sukcesy Simone Paredi odnosi w cyklu FIS Marathon Cup. W zawodach tych raz stanął na podium 23 stycznia 2011 roku był drugi w austriackim Dolomitenlauf, ustępując tylko swemu rodakowi Fabio Santusowi. W klasyfikacji generalnej najlepszy wynik osiągnął w sezonie 2010/2011, który ukończył na jedenastej pozycji. W Pucharze Świata zadebiutował 25 stycznia 2004 roku w Val di Fiemme, jednak został zdyskwalifikowany w biegu na 70 km techniką klasyczną. Był to jego jedyny pucharowy start, wobec czego nigdy nie był uwzględniany w klasyfikacji generalnej. Nigdy też nie wystąpił na igrzyskach olimpijskich, ani mistrzostwach świata.

## Osiągnięcia

### Puchar Świata

#### Miejsca w klasyfikacji generalnej
- sezon 2003/2004: -

#### Miejsca na podium w zawodach chronologicznie
Jak dotąd Paredi nie stał na podium zawodów Pucharu Świata.

### FIS Marathon Cup

#### Miejsca w klasyfikacji generalnej
- sezon 2004/2005: 120.
- sezon 2007/2008: 79.
- sezon 2008/2009: 46.
- sezon 2009/2010: 140.
- sezon 2010/2011: 11.
- sezon 2011/2012: 23.
- sezon 2012/2013: 24.
- sezon 2013/2014: 6.
- sezon 2014/2015: 13.

#### Miejsca na podium
| Nr | Dzień       | Rok  | Zawody                | Dystans               | Czas biegu  | Strata | Pozycja | Zwycięzca    |
| -- | ----------- | ---- | --------------------- | --------------------- | ----------- | ------ | ------- | ------------ |
| 1. | 23 stycznia | 2011 | Dolomitenlauf         | 42 km stylem dowolnym | 1:34:21,3 h | +2,4 s | 2.      | Fabio Santus |
| 2. | 22 lutego   | 2014 | American Birkenbeiner | 52 km stylem dowolnym | 2:14:29,9 h | +0,5 s | 2.      | Tom Reichelt |